# Hyposoter nigritarsis
Hyposoter nigritarsis är en stekelart som först beskrevs av Joseph Kriechbaumer 1894.  Hyposoter nigritarsis ingår i släktet Hyposoter och familjen brokparasitsteklar. Inga underarter finns listade i Catalogue of Life.